# Neptis pasiphae
Neptis pasiphae är en fjärilsart som beskrevs av Hans Fruhstorfer 1908. Neptis pasiphae ingår i släktet Neptis och familjen praktfjärilar. Inga underarter finns listade i Catalogue of Life.